# Kingisepp
Kingisepp (Russisch: Кингисепп; Estisch: Kingissepp, van 1703 tot 1922 Jamburg) is een stad in de Russische oblast Leningrad. Het ligt aan de Loega, 137 kilometer ten westen van Sint-Petersburg, twintig kilometer ten oosten van Narva en 49 kilometer ten zuiden van de Finse Golf. Het inwoneraantal bedraagt ongeveer 50.000.
De stad ontstond toen de republiek Novgorod in 1384 een vesting bouwde om zich te beschermen tegen de Zweden. Ze noemden het Jama, vernoemd naar een Finse stam die zich ook in deze contreien ophield. De vesting werd belegerd door troepen van de Duitse Orde, in 1395 en van 1444 to 1448, maar geen van beide keren 'viel' de vesting. In 1583, aan het eind van de Lijflandse Oorlog werd de vesting deel van het Zweedse rijk, maar dit duurde slechts tot 1595.
Bij het Verdrag van Stolbova in 1617 kwam de vesting wederom in handen van de Zweden. Ditmaal duurde Zweedse overheersing wat langer, namelijk tot 1703, toen tijdens de Grote Noordse Oorlog de vesting definitief in handen kwam van Rusland, inmiddels onder leiding van Peter de Grote. Peter hernoemde de stad, volgens zijn 'venster op het westen, tot het meer Duits aandoende Jamburg. In 1708 liet Peter Jamburg, en de rest van Ingermanland regeren door zijn vriend en toeverlaat Aleksandr Mensjikov regeren.
In 1922 werd de stad door de bolsjewieken hernoemd tot Kingisepp, naar de Estische communistische leider Viktor Kingissepp. Van augustus 1941 tot februari 1944 was de stad bezet door de Duitsers.
Van de vesting zijn nog resten van de buitenwal en enkele binnenmuren over. Het oudste gebouw is de orthodoxe kerk uit 1782. Voor de rest wordt de architectuur van Kingisepp voornamelijk gekenmerkt door Sovjet-flats.

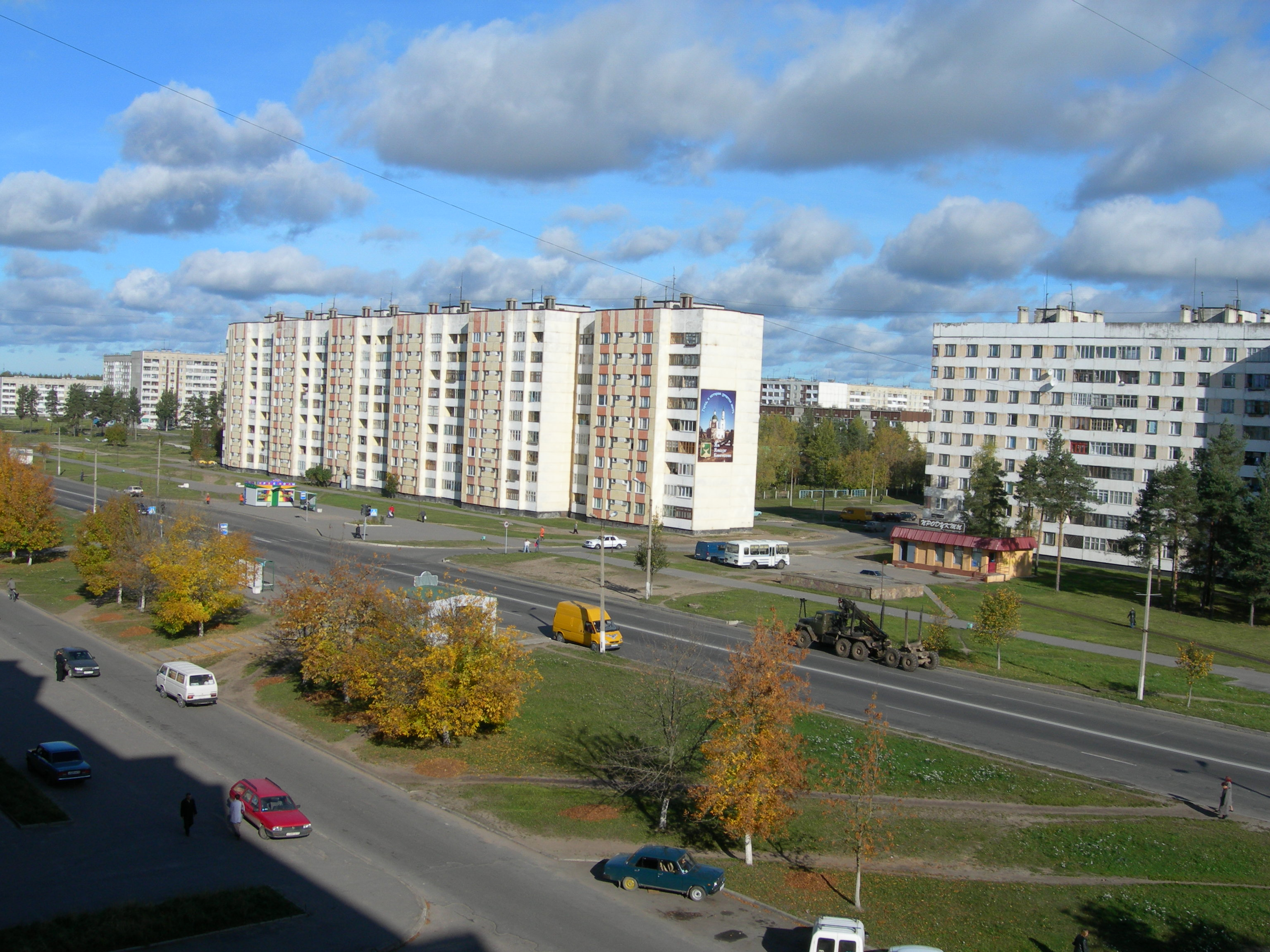
Sovjet-architectuur in Kingisepp
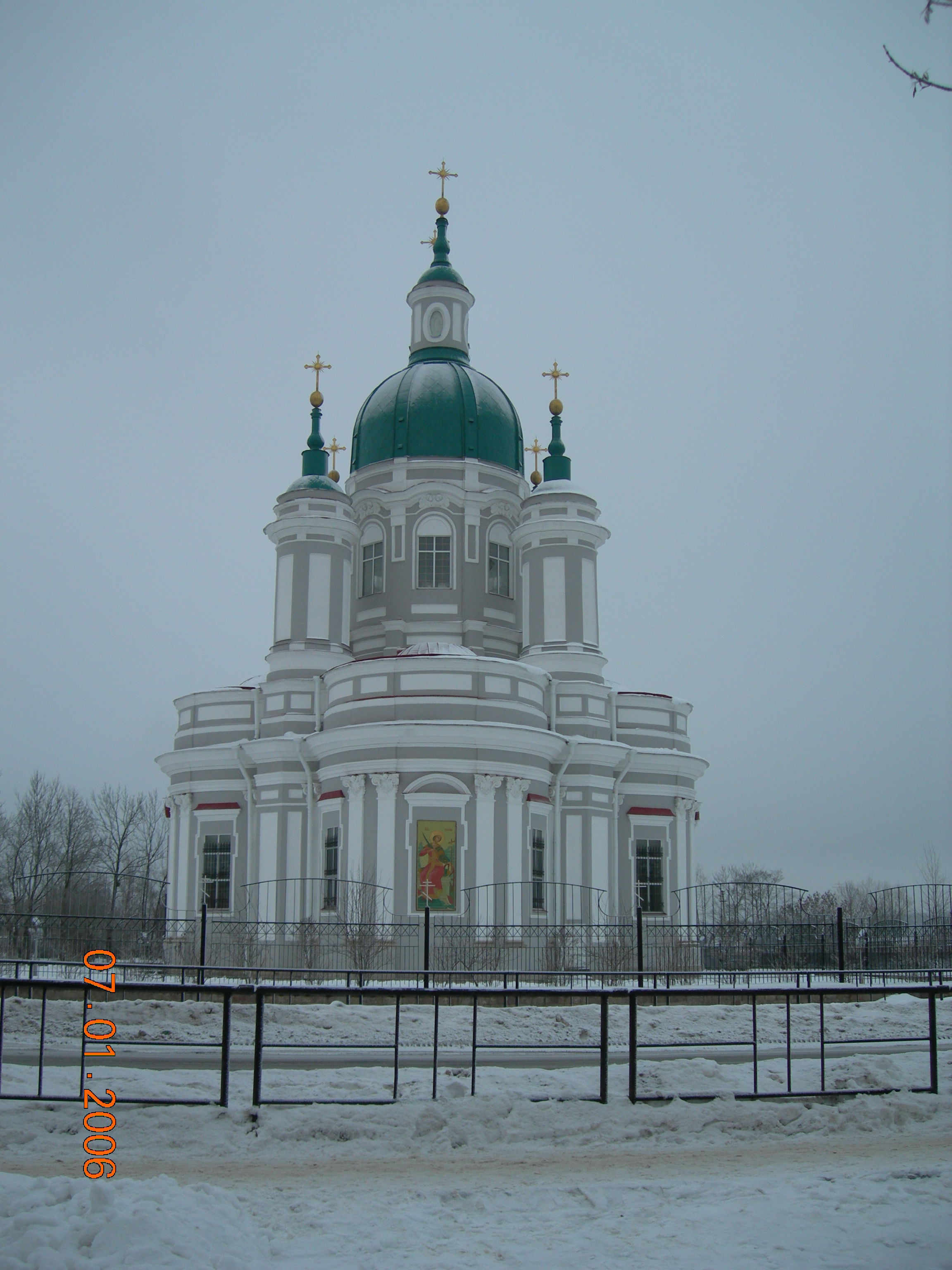
Orthodoxe kerk van Kingisepp

## Bezienswaardigheden
- Catharinakathedraal

## Geboren
- Aleksandr Kerzjakov (1982), voetballer
- Nadzeja Pisareva (1988), Wit-Russisch biatlete
- Aleksei Ionov (1989), voetballer